# Lumefantrina

Lumefantrina

Lumefantrina é um medicamento antimalárico, usado apenas em associação com um arteméter. Como a lumefantrina tem uma meia-vida muito mais longa que o arteméter, pensa-se que seja capaz de eliminar quaisquer parasitas residuais que possam restar no fim do tratamento.